# Stoney (álbum)
Stoney é o álbum de estreia do cantor e rapper estadunidense Post Malone, lançado em 9 de dezembro de 2016 através da Republic Records. A produção do álbum foi realizada por DJ Mustard, Metro Boomin, Vinylz, Frank Dukes, Illangelo, Charlie Handsome, Rex Kudo, Foreign Teck, e Pharrell Williams, entre outros. O álbum conta com colaborações de Justin Bieber, Kehlani e Quavo.
Stoney estreou no número seis na Billboard 200 e depois chegou ao número quatro. Originalmente, "Congratulations" foi lançada como o primeiro single promocional do álbum em 4 de novembro de 2016. O single recebeu certificado de diamante da Recording Industry Association of America (RIAA) e foi o maior hit de Malone na Billboard Hot 100 na época. Stoney recebeu certificado de platina tripla da Recording Industry Association of America (RIAA) e platina da British Phonographic Industry (BPI).

## Antecedentes
Em 14 de agosto de 2015, Post Malone lançou seu primeiro single, "White Iverson". Em maio de 2016, em preparação para o lançamento de Stoney, Malone lançou sua mixtape de estreia, intitulada August 26th. O nome era uma referência à data de lançamento original de Stoney, no entanto, o álbum sofreu inúmeros atrasos.

## Singles
O primeiro single do álbum, "White Iverson", foi lançado em 14 de agosto de 2015. A canção foi produzida pelo próprio Post Malone, ao lado de Rex Kudo. A canção alcançou o número quatorze na Billboard Hot 100 dos EUA e recebeu certificado de 5× Platina pela Recording Industry Association of America (RIAA). O segundo single do álbum, "Too Young", foi lançado em 9 de outubro de 2015. O terceiro single do álbum, "Go Flex", foi lançado em 21 de abril de 2016. O quarto single do álbum, "Deja Vu", foi lançado em 9 de setembro de 2016. A canção conta participação do cantor e compositor canadense Justin Bieber.
"Congratulations" foi originalmente lançada como o primeiro single promocional do álbum em 4 de novembro de 2016. Mais tarde foi enviada para às estações de rádios rhythmic como o quinto single oficial do álbum. A canção conta com participação do rapper Quavo. "I Fall Apart" foi enviada para às estações de rádios rhythmic em 17 de outubro de 2017, servindo como o sexto e último single do álbum.

### Singlespromocionais
O primeiro single promocional do álbum "Patient", foi lançado em 18 de novembro de 2016. O segundo single promocional do álum, "Leave" lançado em 2 de dezembro de 2016.

## Lista de faixas
| Stoney – Edição Padrão |                                        | |                                       |         |  |
| N.º                    | Título                                 | Compositor(es)                                                                                       | Produtor(es)                          | Duração |  |
| 1.                     | "Broken Whiskey Glass"                 | Austin Post Trocon Roberts Masamune Kudo Idan Kalai                                                  | FKi 1st Rex Kudo                      | 3:53    |  |
| 2.                     | "Big Lie"                              | Post Dijon McFarlane Nicholas Audino Lewis Hughes Te Whiti Warbrick Louis Bell Carl Rosen            | DJ Mustard Twice as Nice [a] Bell [b] | 3:27    |  |
| 3.                     | "Deja Vu" (com part. de Justin Bieber) | Post Justin Bieber Adam Feeney Anderson Hernandez Matthew Tavares Kaan Gunesberk Julian Swirsky Bell | Frank Dukes Vinylz                    | 3:54    |  |
| 4.                     | "No Option"                            | Post Bieber Kalai Roberts Bell Michael Hancock Michael McGinnis Christopher Rude                     | Cashio FKi 1st Bell [b]               | 2:59    |  |
| 5.                     | "Cold"                                 | Post Feeney Roberts                                                                                  | FKi 1st Frank Dukes Bell [b]          | 4:28    |  |
| 6.                     | "White Iverson"                        | Post Roberts Kudo Dre London                                                                         | Post Malone Rex Kudo [a]              | 4:16    |  |
| 7.                     | "I Fall Apart"                         | Post Carlo Montagnese William Walsh                                                                  | Illangelo                             | 3:43    |  |
| 8.                     | "Patient"                              | Post Bell Rosen                                                                                      | Bell                                  | 3:14    |  |
| 9.                     | "Go Flex"                              | Post Ryan Vojtesak Kudo Kalai                                                                        | Charlie Handsome Rex Kudo             | 2:59    |  |
| 10.                    | "Feel" (com part. de Kehlani)          | Post Kehlani Parrish Kalai Vojtesak Roberts                                                          | Cashio Charlie Handsome FKi 1st       | 3:17    |  |
| 11.                    | "Too Young"                            | Post Michael Hernandez Justin Mosley                                                                 | Foreign Teck Mosley                   | 3:57    |  |
| 12.                    | "Congratulations" (com part. de Quavo) | Post Quavious Marshall Leland Wayne Feeney Bell                                                      | Metro Boomin Frank Dukes Bell [b]     | 3:40    |  |
| 13.                    | "Up There"                             | Post Pharrell Williams Bell Rosen                                                                    | Williams Bell [b]                     | 3:14    |  |
| 14.                    | "Yours Truly, Austin Post"             | Post Bell Jahphet Landis Leon Thomas                                                                 | Bell Roofeeo Thomas                   |         |  |
| Duração total:         | Duração total:                         | Duração total:                                                                                       | Duração total:                        | 50:40   |  |

| Stoney (Deluxe) – Faixas bônus |                                               |                               |                                  |         |  |
| N.º                            | Título                                        | Compositor(es)                | Produtor(es)                     | Duração |  |
| 15.                            | "Leave"                                       | Post Kudo Vojtesak Kalai      | Charlie Handsome Rex Kudo Cashio | 5:24    |  |
| 16.                            | "Hit This Hard"                               | Post Roberts Montagnese Walsh | Illangelo                        | 4:07    |  |
| 17.                            | "Money Made Me Do It" (com part. de 2 Chainz) | Post Tauheed Epps Roberts     | FKi 1st Bell [b]                 | 3:44    |  |
| 18.                            | "Feeling Whitney"                             | Post Andrew Watt              | Watt Bell [a]                    | 4:17    |  |
| Duração total:                 | Duração total:                                | Duração total:                | Duração total:                   | 68:14   |  |

## Posições nas tabelas musicais

### Tabelas semanais
| Tabela musical (2016–2021)                        | Melhor posição |
| ------------------------------------------------- | -------------- |
| Alemanha (Offizielle Top 100)                     | 72             |
| Austrália (ARIA)                                  | 5              |
| Áustria (Ö3 Austria Top 40)                       | 58             |
| Bélgica (Ultratop 50 Flandres)                    | 23             |
| Canadá (Billboard Canadian Albums)                | 5              |
| Dinamarca (Hitlisten)                             | 2              |
| Escócia (Scottish Albums Chart)                   | 97             |
| Estados Unidos (Billboard 200)                    | 4              |
| Estados Unidos (Billboard Top R&B/Hip Hop Albums) | 1              |
| Finlândia (Suomen virallinen lista)               | 7              |
| França (SNEP)                                     | 81             |
| Irlanda (IRMA)                                    | 6              |
| Itália (FIMI)                                     | 47             |
| Noruega (VG-lista)                                | 2              |
| Nova Zelândia (RMNZ)                              | 3              |
| Países Baixos (MegaCharts)                        | 37             |
| Reino Unido (UK Albums Chart)                     | 10             |
| Suécia (Sverigetopplistan)                        | 2              |
| Suíça (Schweizer Hitparade)                       | 48             |

### Tabelas de fim-de-ano
| Tabela musical (2017)                             | Posição |
| ------------------------------------------------- | ------- |
| Austrália (ARIA)                                  | 34      |
| Canadá (Billboard Canadian Albums)                | 8       |
| Dinamarca (Hitlisten)                             | 7       |
| Estados Unidos (Billboard 200)                    | 7       |
| Estados Unidos (Billboard Top R&B/Hip-Hop Albums) | 5       |
| França (SNEP)                                     | 195     |
| Nova Zelândia (RMNZ)                              | 11      |
| Reino Unido (OCC)                                 | 51      |
| Suécia (Sverigetopplistan)                        | 8       |

## Certificações
| Região | Certificação | Vendas     |
| --- | ------------ | ---------- |
| Austrália (ARIA) | Platina      | 105.000‡   |
| Áustria (IFPI Austria) | Ouro         | 7.500*     |
| Brasil (Pro-Música Brasil) | Ouro         | 20.000‡    |
| Canadá (Music Canada) | 4× Platina   | 360.000‡   |
| Dinamarca (IFPI Dinamarca) | 3× Platina   | 60.000‡    |
| Estados Unidos (RIAA) | 3× Platina   | 3.000.000‡ |
| França (SNEP) | Ouro         | 50.000‡    |
| Itália (FIMI) | Ouro         | 30.000‡    |
| México (AMPROFON) | Platina      | 60.000‡    |
| Nova Zelândia (RMNZ) | 4× Platina   | 67.500‡    |
| Reino Unido (BPI) | Platina      | 315.201    |
| Singapura (RIAS) | Ouro         | 5.000*     |
| Suécia (GLF) | Platina      | 30.000‡    |
| *vendas baseadas apenas na certificação ^distribuições baseadas apenas na certificação ‡números de vendas+streaming baseados apenas na certificação |              |            |